# Philippe Aziz
Pour les articles homonymes, voir Aziz.
Philippe Aziz est un journaliste et écrivain français d'origine tunisienne, né Abdel-Aziz Mahjoub le 9 mai 1935 à M'saken et mort le 12 décembre 2002.

## Biographie
Né dans une famille musulmane, Philippe Aziz est aussi un islamologue, côtoyant notamment Jacques Berque, mais également l'auteur de nombreux ouvrages de vulgarisation historique, dont la série en 4 volumes Les Médecins de la mort.
Il est journaliste au Point.
Il meurt en 2001.

## Ouvrages
- Tu trahiras sans vergogne : histoire de deux collabos, Bonny et Lafont, 1969
- Au service de l'ennemi, la Gestapo française en province, 1972
- Les Médecins de la mort, 4 vol., 1974
  - Karl Brandt, l'homme en blanc du IIIe Reich
  - Joseph Mengele ou l'incarnation du mal
  - Des cobayes par millions
  - Au commencement était la race
- Les Criminels de guerre, 1974
- Le Trésor nazi, 1974
- L'Atlantide, civilisation disparue, 1975
- Le Défi du monde arabe, 4 vol., 1975
- Les Survivants de l'Aventure Hitlérienne, 4 vol., 1975
- Histoire secrète du nazisme, 4 vol., Éditions Famot, 1975
- Histoire secrète de la Gestapo française en Bretagne, 2 vol., Genève, Famot, 1975
- Histoire secrète de la Gestapo française dans le Lyonnais, 2 vol., Genève, Famot, 1976
- Angkor et les civilisations birmanes et thaïe, 1976
- La Civilisation étrusque, 1976
- La Civilisation hispano-mauresque, 1977
- Les Empires noirs du Moyen Âge, 1977
- La Palestine des Croisés, 1977
- Les grandes énigmes judiciaires, 2 vol., 1977
- Entebbe, le début de la riposte, 1978
- La terrible vengeance des pharaons, 1978
- Les Secrets des temples incas, aztèques et mayas, 1978
- Les Sociétés secrètes nazies, 1978 (Éditions Idégraf & Versoix)
- Le Drame de l'Algérie française, 2 vol., 1979-1980
- Les Dossiers noirs de l'Occupation, 1979
- Les Mages du XXe siècle, 1979
- Moïse et Akhenaton, 1979
- L'Atlantide, continent disparu, 1980
- Les Terreurs de l'An mille, légende ou réalité ?, 1982
- L' Épopée du général Skinny Wainwright, un héros de notre temps : Manille, 1942-1945, 1982
- L' Europe sous la botte française, 1983
- Les Sectes secrètes de l'Islam : de l'Ordre des Assassins aux Frères musulmans, 1983
- Le Livre noir de la trahison : histoires de la Gestapo en France, 1984
- Histoire universelle des nations (6 volumes Éditions Techniques) 1987
- Le Paradoxe de Roubaix, 1996
- Mahomet : le glaive, l'amour, la foi, 1997
- Les Mystères de l'Égypte, 1999
- Les Kamikazes d'Allah, étude historique, 2002
- Les Miracles de Lourdes : la science face à la foi, 2002
- Regards sur l'Algérie : l'aventure nationaliste, 1954-1962, étude historique, 2002
- L'Homme du Coran : vie et enseignement de Mahomet, 2001